# Baependy (Schiff)
Die Baependy war ein 1899 in Dienst gestelltes Dampfschiff, das ursprünglich Hamburg Süd und ab 1925 der brasilianischen Reederei Companhia de Navegação Lloyd Brasileiro gehörte, in deren Dienst es 19 Jahre lang Passagiere und Fracht transportierte. Sie war eines von fünf brasilianischen Handelsschiffen, die Mitte August 1942 innerhalb von 48 Stunden von dem deutschen U-Boot U 507 ohne Vorwarnung vor der brasilianischen Küste versenkt wurden. Dabei starben insgesamt 607 Menschen, davon 270 auf der Baependy. Dieses Ereignis hatte zur Folge, dass Brasilien dem Deutschen Reich am 22. August 1942 den Krieg erklärte.

## Das Schiff

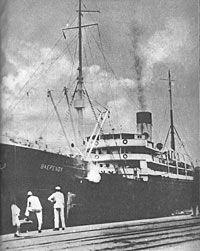
Die Baependy am Kai (undatierte Aufnahme).

Das 4.801 BRT große Dampfschiff wurde 1899 in Hamburg-Steinwerder von der Werft Blohm & Voss für die deutsche Reederei Hamburg Süd (HSDG) als letztes Schiff der elf Einheiten umfassenden Asuncion-Klasse gebaut und lief am 5. Juli 1899 unter dem Namen Tijuca vom Stapel. Die Schiffe der seit 1895 von der Hamburg-Süd beschafften Klasse wickelten den Passagier- und Auswandererverkehr der Reederei nach Südamerika ab.
Die 1900 beschafften Dampfer der Cap-Klasse lösten die Tijuca und ihre Schwestern als Spitzenschiffe im Passagierdienst auf der Hauptlinie der HSDG ab, auf der ab 1911 mit der Cap Finisterre und dann der Cap Trafalgar sogar Schnelldampfer eingesetzt wurden, so dass die Nutzung der Passagiereinrichtungen der älteren Schiffe der Asuncion-Klasse zurückging und sie hauptsächlich als Fracht- oder Auswandererschiffe eingesetzt wurden.

## Dienstzeit
Am 23. August 1899 startete die Tijuca zu ihrer Jungfernreise von Hamburg nach Santos. Das Schiff war 114,5 Meter lang, 14,1 Meter breit und hatte einen maximalen Tiefgang von 8,38 Metern. Die Tijuca wurde mit einem Propeller angetrieben und fuhr bei einer durchschnittlichen Reisegeschwindigkeit von 11,5 Knoten. Die Vierfachexpansions-Dampfmaschine erreichten eine Leistung von 2.000 PSi. In der Ersten Klasse konnten 50 Fahrgäste reisen, im Zwischendeck war für 400 weitere Personen Platz.
Am 9. November 1901 kam es auf der Elbe bei Brokdorf zur Kollision mit dem britischen Vollschiff Valkyrie (2.270 BRT; Eigner: John D. Clink aus Greenock), das sich mit einer Ladung Koks auf dem Weg von Hamburg nach Mexiko befand. Die Valkyrie ging in der Folge unter. Die Besatzung wurde von dem Schlepper Biene gerettet und nach Glückstadt gebracht. Die beschädigte Tijuca wurde zur Reparatur nach Hamburg geschleppt.
Im August 1914 wurde der Dampfer in Recife interniert. Am 1. Juni 1917 wurde die Tijuca von der brasilianischen Regierung mit 44 anderen deutschen Schiffen in brasilianischen Häfen beschlagnahmt. Das Schiff wurde in Baependy umbenannt und wie andere von Brasilien beschlagnahmte Schiffe eine Zeitlang Frankreich zur Verfügung gestellt.
1923 übernahm die Companhia de Navegação Lloyd Brasileiro die Bereederung des Schiffes und erwarb es 1925. Der Lloyd Brasileiro war eine seit 1894 existierende staatliche Schifffahrtsgesellschaft mit Sitz in Rio de Janeiro, die Passagier- und Frachtverkehr in brasilianischen Küstengewässern und dem Amazonasbecken betrieb. Sie erhielt in den zwanziger Jahren fast alle beschlagnahmten deutschen Schiffe übertragen und baute ein Liniennetz in die USA und nach Europa auf. Unter den über 40 übernommenen Schiffen verschiedener deutscher Reedereien befanden sich auch die Schwesterschiffe Asuncion, San Nicolas und Santos der Baependy. Im Dienst des Lloyd Brasileiro wurden diese vier Schiffe weiter als Passagier- und Frachtschiffe entlang der brasilianischen Küste und den Amazonas aufwärts eingesetzt.

## Versenkung
Mitte August 1942 befand sich die Baependy auf einer weiteren Passage von Rio de Janeiro nach Salvador da Bahia, Maceió, Recife und Manaus im Bundesstaat Amazonas. An Bord befanden sich 73 Besatzungsmitglieder und 233 Passagiere, insgesamt 306 Menschen. Unter den Passagieren befanden sich 142 Angehörige des in Recife stationierten 7. Artillerieregiments. Die übrigen Passagiere waren Zivilisten, darunter viele Familienangehörige der Soldaten. Das Kommando hatte Kapitän João Soares da Silva.
Am Sonnabend, dem 15. August 1942 lief das Schiff gegen 7.00 Uhr morgens aus Salvador da Bahia aus. Nächster Halt sollte das etwa 250 Meilen nördlich gelegene Maceió im Bundesstaat Alagoas sein. Am darauf folgenden Tag, Sonntag, dem 16. August wurde die Baependy von U 507 gesichtet. U 507 war ein deutsches U-Boot des Typs IX C, das sich unter dem Kommando von Korvettenkapitän Harro Schacht auf Feindfahrt befand.
Das Schiff befand sich etwa 20 Meilen vom Land entfernt auf der Höhe der Mündung des Flusses Rio Real, der Grenze der Bundesstaaten Bahia und Sergipe. Die Baependy war ein unbewaffnetes Handelsschiff eines neutralen Staats, doch Schacht an Bord von U 507 entschied sich trotzdem zum Angriff. Um 19.10 Uhr schlug der erste Torpedo von U 507 in der Steuerbordseite des Schiffs ein. An Bord wurde gerade das Abendessen serviert. Da an diesem Tag der Chefsteward der Baependy, Sebastião Ferreira Tarouquella, seinen Geburtstag feierte, wurde das Dinner mit großem Aufwand veranstaltet. Das Bordorchester spielte und viele Reisende tanzten Samba. Ein zweiter Torpedo traf die Öltanks, sodass das Schiff schnell in Flammen stand. Augenblicklich gingen an Bord die Lichter aus.
Das getroffene Schiff krängte schwer nach Steuerbord. Die Flammen waren teilweise so hoch, dass sie fast die Mastspitzen erreichten. Unter Passagieren und Besatzung herrschten Panik und Schock. In der Dunkelheit und dem Chaos war das ordnungsgemäße Herablassen der Rettungsboote nicht möglich; nur ein einziges verließ das Schiff. Kapitän Da Silva stand am obersten Absatz der Haupttreppe und ließ den Alarm ertönen.
Explosionen erschütterten die Baependy, deren Decks schnell in Rauchschwaden gehüllt waren. Fünf Minuten nach dem Angriff ging das Schiff mit dem Großteil seiner Passagiere an Bord auf der Position 11° 50′ S, 37° 0′ W unter. Wrackteile verteilten sich über einen großen Radius. Das Rettungsboot mit 29 Insassen erreichte gegen 5.00 Uhr morgens am darauf folgenden Tag die Stadt Moita Verde. Sieben weitere Menschen schwammen, an Wrackteile geklammert, zur Küste, darunter der Obermaschinist der Baependy, Adolfo Artur Kern. 18 Mannschaftsmitglieder und 18 Passagiere überlebten die Versenkung. Kapitän da Silva, 54 Besatzungsmitglieder und 215 Passagiere kamen ums Leben, insgesamt 270 Personen.

## Folgen
Am selben Tag versenkte U 507 noch einen weiteren Passagierdampfer der Companhia de Navegação Lloyd Brasileiro, die Annibal Benévolo (150 Tote) sowie die Araraquara (131 Tote) des Lloyd Nacional. Am Folgetag, dem 17. August 1942, versenkte er zwei weitere brasilianische Schiffe anderer Reedereien, wodurch weitere 56 Menschen umkamen.
Die Versenkung von fünf uneskortierten, nicht bewaffneten Handelsschiffen einer neutralen Nation innerhalb von 48 Stunden mit insgesamt 607 Todesopfern führte zu gewaltsamen Demonstrationen in Brasilien und zur Kriegserklärung Brasiliens an Deutschland und Italien am 22. August 1942.